# Liste der Monuments historiques in Pessines
Die Liste der Monuments historiques in Pessines führt die Monuments historiques in der französischen Gemeinde Pessines auf.

## Liste der Bauwerke
| Bezeichnung          | Beschreibung                                        | Standort | Kennzeichnung | Schutzstatus | Datum | Bild |
| -------------------- | --------------------------------------------------- | -------- | ------------- | ------------ | ----- | ---- |
| Logis du Fief Gallet | Schloss aus der zweiten Hälfte des 17. Jahrhunderts | (Lage)   | PA00132780    | Inscrit      | 1994  |      |

## Liste der Objekte
| Bezeichnung                           | Beschreibung                  | Standort                       | Kennzeichnung | Schutzstatus | Datum | Bild |
| ------------------------------------- | ----------------------------- | ------------------------------ | ------------- | ------------ | ----- | ---- |
| Weihwasserbecken                      | Stein, 15. Jahrhundert        | in der Kirche St-Gilles (Lage) | PM17001199    | Inscrit      | 1981  |      |
| Altar mit Tabernakel und Chorschranke | Holz, 18. und 19. Jahrhundert | in der Kirche St-Gilles (Lage) | PM17001198    | Inscrit      | 1981  |      |